# Opština Aerodrom
Aerodrom (makedonsky Аеродром) je jedna z opštin, která tvoří hlavní město Skopje v Severní Makedonii.

## Geografie
Opština sousedí na jihozápadě s opštinou Kisela Voda, na severozápadě s opštinou Centar, na severovýchodě s opštinou Gazi Baba a opštinou Studeničani na jihu.
Centrem opštiny je Aerodrom, do jeho správy padají dvě vesnice – Gorno Lisiče a Dolno Lisiče.

## Demografie
Podle sčítání lidu z roku 2021 žije v opštině 77 735 obyvatel. Etnickými skupinami jsou:
- Makedonci – 66 245 (85,22%)
- Srbové – 2 155 (2,77 %)
- Albánci – 851 (1,09 %)
- Valaši – 652 (0,84 %)
- Turci – 464 (0,6 %)
- Romové – 459 (0,59 %)
- ostatní a neuvedené – 6 909 (8,89 %)